# Hank Garland
Walter Louis Garland (11 de noviembre de 1930 – 27 de diciembre de 2004), conocido profesionalmente como Hank Garland, fue un guitarrista y compositor estadounidense. Comenzó como músico country, tocó rock and roll cuando se hizo popular en la década de 1950 y lanzó un álbum de jazz en 1960. Su carrera se vio truncada cuando un accidente automovilístico en 1961 lo dejó incapaz de actuar.

## Biografía
Nacido en Cowpens (Carolina del Sur),  Garland comenzó a tocar la guitarra a la edad de seis años y a los 12 empezó a aparecer en programas locales de radio. A los 14 años se mudó a Spartanburg (Carolina del Sur), donde conoció al músico Don Reno, quien le dio lecciones y trabajó con él en la emisora de radio WSPA-FM, ambos tocando la guitarra solista. 
Se mudó a Nashville a los 16 años y se hospedó en la pensión de Ma Upchurch, donde compartió habitación con Bob Moore y Dale Potter. A los 18 años, grabó su mayor éxito, con el que logró ventas millonarias, " Sugarfoot Rag ".  Apareció en el programa Jubilee con la banda de Grady Martin y en The Eddy Arnold Show. Garland es quizás mejor conocido por su trabajo de estudio en Nashville con Elvis Presley entre 1958 y 1961, que produjo éxitos como "I Need Your Love Tonight", "A Big Hunk O’Love", "I'm Coming Home", " I Got Stung", " (Now and Then There's) A Fool Such as I ", "Stuck on You", " Little Sister ", " (Marie's the Name) His Latest Flame " y "I Feel So Bad". Trabajó también con numerosos artistas de música country y rock and roll de finales de los años cincuenta y principios de los sesenta, como Patsy Cline, Brenda Lee, Mel Tillis, Marty Robbins, The Everly Brothers, Boots Randolph, Roy Orbison, Conway Twitty y Moon Mullican.
La guitarra de Garland impulsó grabaciones clásicas como "I Got a Hole in My Pocket" de Little Jimmy Dickens, "Bundle of Love" y "I'm Gonna Move" de Benny Joy, "You're Gone Baby" y "I've Got a Rocket in My Pocket" de Jimmy Lloyd (grabadas bajo el seudónimo de (Jimmie Logsdon), "You're Humbuggin' Me" de Lefty Frizzell ; "Stand" de Simon Crum, Up, Sit Down, Shut Your Mouth"; y "She's Mine" de Johnnie Strickland, además, los temas básicos navideños de "Jingle Bell Rock" con Bobby Helms y "Rockin' Around the Christmas Tree" de Brenda Lee. "Sweet Sweet Girl" y "Don't Tell Me Your Troubles" de Don Gibson, "Let the Teardrops Fall" de Patsy Cline, " Jambalaya " de Ronnie Hawkins  y "Alone with You" de Faron Young.
Tocó con George Shearing y Charlie Parker en Nueva York y posteriormente grabó Jazz Winds from a New Direction  con Gary Burton al vibráfono, Joe Benjamin al contrabajo y Joe Morello a la batería.  Esa sesión tuvo lugar en Nashville en 1960.
Ese mismo año, Garland, junto con otros miembros del grupo de músicos de sesión conocidos como el "A-Team" de Nashville, fue invitado a actuar en el Festival de Jazz de Newport . Durante años, estos músicos se relajaron tocando jazz fuera de horario en el Carousel Club de Nashville. El grupo incluía a Gary Burton en vibraciones, el guitarrista Chet Atkins, el pianista Floyd Cramer, el saxofonista Boots Randolph, el bajista Bob Moore, el baterista Buddy Harman y el violinista afroamericano Brenton Banks, quien tocó en las secciones de cuerdas que adornaron muchas grabaciones Nashville. RCA Victor tenía una unidad móvil allí para grabar su actuación, pero cuando los disturbios acabaron prematuramente con el festival, el grupo actuó (con las cintas rodando) en el porche de la mansión donde se alojaban. El álbum fue lanzado bajo el título de After the Riot in Newport.
A petición del presidente de la compañía Gibson Guitar, Ted McCarty, Garland y el guitarrista Billy Byrd  influyeron en el diseño de la guitarra Byrdland, que derivó de la Gibson L-5, con un cuerpo más delgado y una escala más corta para facilitar su ejecución. 
En septiembre de 1961, un accidente automovilístico dejó a Garland en coma.  Recuperó el conocimiento y se recuperó con la ayuda de su esposa, Evelyn, y sus dos hijas, pero debido a una lesión cerebral sufrida en el accidente, no pudo regresar a los estudios. Después de que Evelyn muriera a la edad de 38 años en otro accidente automovilístico en Milwaukee, el 2 de diciembre de 1965, los padres de Garland cuidaron de él hasta su muerte. Luego se fue a vivir con su hermano Billy y su esposa Amy.
Garland sufrió constantes problemas de salud en sus últimos años y murió en Orange Park (Florida), el 27 de diciembre de 2004, por complicaciones de una infección por estafilococos. Tenía 74 años. Está enterrado en Jacksonville Memory Gardens en Orange Park.
La película biográfica de Hank Garland, Crazy, se estrenó en 2008. 

## Discografía

### Como líder
- Velvet Guitar (Harmony, 1960)
- After the Riot at Newport with the Nashville All-Stars (RCA Victor, 1961)
- Jazz Winds from a New Direction (Columbia, 1961)
- The Unforgettable Guitar of Hank Garland (Columbia, 1962)
- Hank Garland and His Sugar Footers (Bear Family, 1992)
- Subtle Swing (Sundazed, 2004)

### Como músico de sesión
- Red Foley and Ernest Tubb, Red and Ernie (Decca, 1956)
- Bobby Helms, Jingle Bell Rock, (Decca 30513A, November 1957)
- Janis Martin, The Female Elvis: The Complete Recordings (1956-57, released on Bear Family Records, 1987)
- Elvis Presley, 50,000,000 Elvis Fans Can't Be Wrong: Elvis' Gold Records, Volume 2 (RCA Victor, 1959)
- Elvis Presley, Elvis Is Back! (RCA Victor, 1960)
- Ray Walker, Everybody's Hits But Mine (Columbia, 1961)
- The Everly Brothers, Both Sides of an Evening (Warner Bros., 1961)
- Don Gibson, Girls, Guitars, and Gibson (RCA Victor, 1961)
- Elvis Presley, Something for Everybody (RCA Victor, 1961)
- Elvis Presley, Follow that Dream (EP) (RCA Victor, 1961)
- Elvis Presley, Pot Luck (RCA Victor, 1962)
- Elvis Presley, Elvis’ Golden Records, Volume 3 (RCA Victor, 1962)
- Skeeter Davis, Blueberry Hill and Other Favorites (RCA Camden, 1965)